# Notitia antiochena
La Notitia antiochena è l'unica Notitia episcopatuum conosciuta del patriarcato di Antiochia. Attribuita al patriarca Anastasio I (570), scritta probabilmente in greco, è nota solo attraverso diverse recensioni. Alcuni studiosi hanno cercato, nel corso del Novecento, di ricostruire l'archetipo, e credono che la Notitia corrisponda alla situazione del patriarcato antiocheno in tempi precedenti alla conquista islamica della Siria (634-638).

## Contenuto
La Notitia antiochena riporta l'elenco delle diocesi appartenenti al patriarcato di Antiochia, suddivise per province ecclesiastiche. In essa si distinguono cinque classi di prelati sottoposti all'autorità del patriarca:
- i grandi metropoliti, ossia i prelati a capo di una provincia ecclesiastica, a cui appartengono diverse diocesi suffraganee;
- i metropoliti autocefali, ossia prelati che dipendono direttamente dal patriarca e che non hanno nessun vescovo suffraganeo sotto la loro autorità;
- gli arcivescovi, che, come i precedenti, dipendono direttamente dal patriarca e non hanno nessun vescovo suffraganeo sotto la loro autorità, ma che occupano un rango inferiore rispetto ai metropoliti autocefali;
- i vescovi esenti, ossia non dipendenti da alcun metropolita, ma direttamente soggetti all'autorità del patriarca;
- infine i vescovi suffraganei, dipendenti da un grande metropolita.

## LaNotitiasecondo Vailhé
A partire dalle diverse recensioni note, Siméon Vailhé è stato il primo a cercare di ricostruire il testo originale della Notitia antiochena nel 1907, nella pagine della rivista Echos d'Orient, pubblicandola in una traduzione in francese.
Secondo la sua ricostruzione, la Notitia comprende in tutto 151 sedi episcopali, così distribuite:
- 12 sedi metropolitane: Tiro, Tarso, Edessa, Apamea, Gerapoli, Bosra, Anazarbo, Seleucia, Damasco, Amida, Sergiopoli, Dara;
- 5 metropolie autocefali: Berito, Emesa, Laodicea, Samosata, Cirro;
- 7 arcidiocesi autocefale: Berea, Calcide, Seleucia Pieria, Anasarta, Palto, Gabala, Gabula;
- 2 diocesi esenti: Salamia e Barcuso;
- 125 diocesi suffraganee, così distribuite tra le 13 sedi metropolitane patriarcali:
  - 13 nella provincia di Tiro: Porfireone, Arca, Tolemaide, Sidone, Sarepta, Biblo, Botri, Ortosia, Arado, Antarado, Paneas, Raclea e Tripoli;
  - 7 nella provincia di Tarso: Adana, Sebaste, Pompeopoli, Mallo, Augusta, Corico e Zefirio;
  - 11 nella provincia di Edessa: Birta, Costantina, Carre, Marcopoli, Batne, Tell-Mahrê, Emeria, Circesio, Dausara, Callinico e Nea Valenzia;
  - 7 nella provincia di Apamea: Epifania, Seleucobelo, Larissa, Balanea, Mariamme, Rafanea e Aretusa;
  - 9 nella provincia di Gerapoli: Zeugma, Sura, Barbalisso, Neocesarea, Perre, Urima, Doliche, Germanicia e Europo;
  - 19 nella provincia di Bosra: Gerasa, Filadelfia, Adraa, Medaba, Esbo, Damunda, Zorava, Erra, Neve, Eutime, Costanza, Parembole[5], Dionisiade, Canota, Massimianopoli, Filippopoli, Crisopoli, Neila e Lorea[6]
  - 8 nella provincia di Anazarbo: Epifania, Alessandretta, Irenopoli, Flavia, Roso, Mopsuestia, Castabala e Egea;
  - 24 nella provincia di Seleucia: Claudiopoli, Diocesarea, Olba, Dalisando, Sebela, Celenderi, Anemurio, Tiziopoli, Lamo, Antiochia Minore, Nefeli, Cestro, Selinonte, Jotapa, Filadelfia, Irenopoli, Germanicopoli, Musbanda, Domeziopoli, Sbida, Zenopoli, Adraso, Meloe e Neapoli;
  - 11 nella provincia di Damasco: Eliopoli, Abila, Laodicea, Evaria, Conocora, Jabruda, Danaba, Corada, Arlane, Parembole e Palmira;
  - 8 nella provincia di Amida: Martiropoli, Ingila, Belabitene, Arsamosata, Sofene, Kitharis, Cefa e Zeugma;
  - 5 nella provincia di Sergiopoli: Zenobia, Orizone, Serigene, Orogizo (o Ragizo) e Agrippia;
  - 3 nella provincia di Dara: Teodosiopoli o Resaina, Rando e Nasala.

## LaNotitiasecondo Honigmann
Alcuni anni dopo, nel 1925, lo studioso Ernest Hornigmann ha pubblicato in greco una nuova ricostruzione della Notitia antiochena originale, a partire da un numero maggiore di recensioni a sua disposizione. Egli ricostituisce un elenco di 153 sedi episcopali, così distribuite:
- 12 sedi metropolitane: Tiro, Tarso, Edessa, Apamea, Gerapoli, Bosra, Anazarbo, Seleucia, Damasco, Amida, Sergiopoli, Dara;
- 4 metropolie autocefali: Berito, Emesa, Laodicea, Cirro;
- 7 arcidiocesi autocefale: Berea, Calcide, Gabala, Seleucia Pieria, Anasarta o Teodoropoli, Palto, Gabula;
- 2 diocesi esenti: Salamia e Barcuso;
- 128 diocesi suffraganee, così distribuite tra le 13 sedi metropolitane patriarcali:
  - 13 nella provincia di Tiro: Porfireone, Arca, Tolemaide, Sidone, Biblo, Botri, Ortosia, Arado, Antarado, Paneas, Raclea, Tripoli e Sarepta;
  - 6 nella provincia di Tarso: Adana, Sebaste, Pompeopoli, Mallo, Augusta e Corico;
  - 12 nella provincia di Edessa: Birta, Maratha[8], Carre, Costantina, Marcopoli, Batne, Tell-Mahrê, Emeria, Circesio, Dausara, Callinico e Nea Valenzia;
  - 7 nella provincia di Apamea: Epifania, Seleucobelo, Larissa, Balanea, Mariamme, Rafanea e Aretusa;
  - 11 nella provincia di Gerapoli: Zeugma, Sura, Barbalisso, Neocesarea, Perre, Urima, Doliche, Germanicia, Europo, Oragizo e Samosata;
  - 20 nella provincia di Bosra: Gerasa, Filadelfia, Adraa, Medaba, Esbo, Dalmunda, Zorava, Erra, Neve, Alamusa, Costantina, Eutime, Parembole, Dionisiade, Canota, Massimianopoli, Filippopoli, Crisopoli, Neila e Dorea;
  - 8 nella provincia di Anazarbo: Epifania, Alessandretta, Irenopoli, Flavia, Roso, Mopsuestia, Castabala e Egea;
  - 24 nella provincia di Seleucia: Claudiopoli, Diocesarea, Olba, Dalisando, Sebela, Celenderi, Anemurio, Tiziopoli, Lamo, Antiochia Minore, Nefeli, Cestro, Selinonte, Jotapa, Filadelfia, Irenopoli, Germanicopoli, Musbanda, Domeziopoli, Sbida, Zenopoli, Adraso, Meloe e Neapoli;
  - 11 nella provincia di Damasco: Eliopoli, Abila, Palmira, Laodicea, Evaria, Conocora, Jabruda, Danaba, Corada, Arlane e diocesi dei Saraceni;
  - 8 nella provincia di Amida: Martiropoli, Ingila, Belabitene, Arsamosata, Sofene, Kitharis, Cefa e Zeugma;
  - 5 nella provincia di Sergiopoli: Agrippia, Zenobia, Orizone, Serigene e Orthalea;
  - 3 nella provincia di Dara: Teodosiopoli, Tur Abdin e Mnasubio.